# Albert France-Lanord
Albert France-Lanord (1915. – 1993.) bio je francuski inženjer, metalurg, arheolog, kustos, te jedan od značajnijih francuskih konzervatora umjetnina druge polovine dvadesetog stoljeća. Diplomirao je na École Centrale de Lyon i bio je direktor građevinske tvrtke France-Lanord i Bichaton.
Sve funkcije i aktivnosti vezane za arheologiju i zaštitu predmeta kulturne baštine obavljao je kao volonter. Njegovao je strogo znanstveni pristup konzervaciji metala.
Predavao je na nekoliko fakulteta te je više od deset godina vodio ICCROM-ove tečajeve (Međunarodni centar za proučavanje očuvanja i restauracije kulturne baštine u Rimu) posvećene znanstveno zasnovanoj konzervaciji predmeta kulturne baštine. Radio je i kao stručni savjetnik za UNESCO. Dugi je niz godina radio u laboratoriju za arhelogiju metala u Nancyju. Bio je suosnivač i kustos muzeja željeza u Jarvilleu.
Napisao je velik broj djela vezanih uz arheologiju, te konzervaciju restauraciju prije svega arheoloških ali i povijesnih predmeta od metala.
Godine 1988. dobio je ICCROM-ovu nagradu za svoj rad u području očuvanja, zaštite i obnove kulturne baštine.

## Izbor iz bibliografije
- La conservation des antiquites metalliques, Nancy 1962.
- La restauration et la conservation de grands objets de bronze (1963.)
- Les bronzes dorés monumentaux antiques :fabrication,corrosion, conservation.In :Primo convegno internazionale sui problemi della conservazione delle opere d'arte: il bronzo e i metalli antichi non ferrosi.5-12 ottobre,1964, Spolète.,pp. 15.
- Problemes particuliers poses par la corrosion des metaux archeologiques (1974.)
- -Histoire du fer. Guide illustré du Musée du Fer. Jarville, Centre de Recherches de l'Histoire de la Sidérurgie,1977,223 str
- Intervention des scientifiques dans l'etude et la conservation des objets metalliques anciens (1979.)
- Ancient metals, structure and characteristics: technical cards = Métaux anciens, structure et caracteristiques: fiches techniques, Rome 1980.
- Jean Lamour Serrurier du Roi, 1698-1771. Nancy, Universitaires de Nancy, 1991,107 p.,Lorraine.

## Vanjske poveznice
- P. L. Maubeuge: Albert France-Lanord (1915.-1993.)  Arhivirana inačica izvorne stranice od 3. siječnja 2015. (Wayback Machine) (Bulletin des Académie et Société Lorraines des Sciences: 1997, 36, n°2.)
- Albert France-Lanord Collection of metallography samples